# Filippo V di Francia
Filippo V detto il Lungo, in francese Philippe V de France, dit Philippe le Long (Vincennes, 17 novembre 1293 – Parigi, 3 gennaio 1322) è stato re di Francia e re di Navarra dal 1316 fino alla sua morte.

## Origine
Fu il secondogenito del re di Francia Filippo IV il Bello e di Giovanna I di Navarra, figlia secondogenita del re di Navarra Enrico I e conte (con il nome di Enrico III) di Champagne e Brie, e di Bianca d'Artois, figlia di Roberto I d'Artois (figlio del re di Francia Luigi VIII e fratello di Luigi IX il Santo) e di Matilde del Brabante.

## Biografia

Stemma di Filippo l'Alto, prima di accedere al trono.

Nel 1307, a Corbeil, sposò Giovanna II di Borgogna, figlia del conte di Borgogna e di Chalon Ottone IV di Borgogna (1248-1303), e della futura contessa di Artois, Matilde di Artois (1268-1329), figlia del conte d'Artois Roberto II il Nobile (1250-1302) e di Amicie signora di Conches.
Nel 1311 Filippo V ottenne in appannaggio dal padre il titolo di Conte di Poitiers, amministrandone il territorio fino al 1316.
Alla morte dell'imperatore del Sacro Romano Impero Enrico VII di Lussemburgo, nel 1313, suo padre propose senza successo Filippo come candidato all'elezione a re dei Romani e poi a imperatore. Sempre in quegli anni, dopo avere osteggiato e boicottato la restaurazione del regno di Arles con un re angioino, ora suo padre Filippo IV il Bello lo ripropose per Filippo l'Alto, ottenendo ovviamente la disapprovazione degli angioini e dei vassalli borgognoni e provenzali.
Bianca di Borgogna era la consorte di Carlo il Bello, terzogenito del re, mentre Margherita era la consorte di Luigi X l'Attaccabrighe, primogenito ed erede al trono.
Nel suo ultimo anno di vita Filippo il Bello fece arrestare la moglie di Filippo l'Alto, Giovanna II di Borgogna. Durante lo scandalo noto come scandalo della torre di Nesle, Margherita e Bianca furono accusate di adulterio. Confessarono davanti al Parlement di Parigi, che le trovò colpevoli anche di lesa maestà, condannadole al carcere a vita. Dopo le rasature dei capo Margherita fu imprigionata nei sotterranei della fortezza di Château Gaillard, presso la quale fu detenuta anche Bianca di Borgogna.
Sebbene la corte di Île-de-France l'avesse assolta dall'accusa più grave Giovanna II di Borgogna fu ritenuta colpevole di favoreggiamento per l'adulterio di Margherita e di Bianca, quindi rinchiusa nel castello di Dourdan, che Filippo Augusto aveva fatto costruire agli inizi del secolo precedente.
Il 15 agosto 1315 Margherita fu trovata morta nella sua cella di Château Gaillard. Nove giorni dopo suo marito Luigi X l'Attaccabrighe e Clemenza d'Ungheria furono incoronati come sovrani a Reims.

Luigi X morì il 5 giugno 1316, lasciando la figlia di prime nozze Giovanna II di Navarra (1311-1349), mentre la consorte era incinta di alcuni mesi.
Filippo V fece liberare e tornare a corte Giovanna II di Borgogna. Dopo la loro incoronazione l'anno seguente, Bianca fu tenuta in carcere fino all'annullamento del matrimonio nel 1322, divenendo regina per breve tempo.

### Ascesa al trono di Francia

Stemma dei re di Francia e di Navarra.

Alla morte del fratello, che due anni prima era succeduto al padre, nel 1316, Filippo esercitò la reggenza in nome del successore. Questa decisione negò i diritti di Giovanna II di Navarra, che era ancora troppo giovane, e della matrigna Clemenzia. Filippo le negò la rendita concessale da Luigi X, nonostante le ripetute richieste d'aiuto indirizzate da Clemenzia alla propria famiglia e al neoletto pontefice.
A novembre nacque un maschio, Giovanni Postumo, re di Francia, e Filippo l'Alto fu confermato reggente. Ma il neonato visse solo cinque giorni. Dopo la sua morte, Filippo si proclamò re, usurpando il trono della nipote.
Il 9 gennaio 1317, dopo che Giovanna era stata liberata e fatta ritornare a corte, alla presenza solo di suo zio, Carlo di Valois, e di sua suocera, Matilde d'Artois, Filippo l'Alto venne incoronato, assieme a Giovanna, re di Francia. Nel mese di febbraio, una commissione di prelati, cittadini autorevoli, feudatari e dottori dell'università enunciarono il principio che una donna non può accedere al trono di Francia durante gli Stati Generali del 1317.

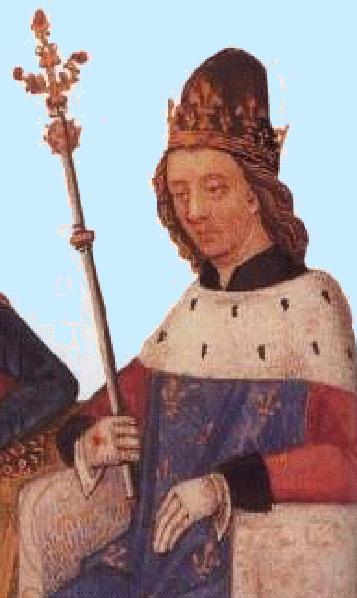
Filippo V l'Alto.

Nel 1318 dovette intervenire vittoriosamente a favore della suocera, Matilde, contessa d'Artois, che era attaccata dal nipote, Roberto, che, in quanto discendente della linea maschile, rivendicava la contea con le armi dopo avere perso due volte la causa nei processi di fronte alla corte di Parigi. Dopo proseguì una guerra contro le Fiandre, che si trascinava da molti anni (dall'inizio del secolo circa) e, nel 1320, con piccole acquisizioni territoriali, si arrivò alla pace con il conte delle Fiandre Roberto di Dampierre, che si impegnò a fare sposare al proprio erede, Luigi di Dampierre, la figlia di Filippo, Margherita.
Dato che Edoardo II d'Inghilterra, per i possedimenti francesi, non aveva compiuto l'atto di omaggio né a suo fratello Luigi X né a lui, Filippo accettò che nel 1319 Edoardo II ottemperasse all'omaggio per procura e poi nel 1320 di persona, nella cattedrale di Amiens, migliorando le relazioni tra i due sovrani.
Quando il papa Giovanni XXII gli chiese di intervenire in Italia come campione della causa guelfa contro i ghibellini Filippo V seppe evitare di farsi coinvolgere.
Per assicurarsi l'appoggio dei cittadini Filippo, come già prima suo padre, convocò spesso delle assemblee, Stati generali ante litteram. Fu un re prudente, intelligente e attivo, attuò riforme in campo militare, per meglio coordinare la chiamata alle armi in caso di necessità, mentre in campo amministrativo si premurò che gli impiegati contabili della camera dei conti, e gli impiegati delle altre camere, lavorassero con scrupolo senza abbandonare il posto di lavoro, pena la perdita di una giornata di stipendio, e tentò di unificare la moneta e il sistema di pesi e misure. Inoltre impose pesanti ammende agli ebrei.

### Malattia e morte
Nel 1321 Filippo si ammalò nel mese di agosto, e morì, dopo cinque mesi, il 3 gennaio 1322, senza lasciare eredi maschi e ancora una volta i diritti delle figlie femmine furono ignorati. La corona passò al fratello di Filippo, Carlo IV detto il Bello.

## Discendenza
Dalla unione di Filippo l'Alto con Giovanna II di Borgogna, nacquero seo o forse sette figli:
- Giovanna (1308 - 1347), contessa di Borgogna e di Artois, sposata a Eudes IV di Borgogna, duca di Borgogna;
- Margherita (1309 - 1382), contessa di Borgogna e di Artois, sposata con il conte delle Fiandre Luigi I di Crécy;
- Isabella di Francia (1312 – 1348), sposata in prime nozze con il Delfino del Viennois Ghigo VIII del Viennois e in seconde nozze con Giovanni III di Faucogney;
- Filippo (1313-?), morto giovane;
- Bianca di Francia (1313 - 1358), nubile, senza discendenza, molto probabilmente suora in un monastero di clausura;
- Luigi (1316-1317);
- Figlia di cui non si conosce il nome (1322 - ?).

## Ascendenza
|                        |                      |                                 | Genitori                           |  |  | Nonni |  |  | Bisnonni            |  |  | Trisnonni             |  |
|                        |                      |                                 |                                    |  |  |       |  |  | Luigi IX di Francia |  |  | Luigi VIII di Francia |  |
|                        |                      |                                 |                                    |  |  |       |  |  | Luigi IX di Francia |  |  | Luigi VIII di Francia |  |
|                        |                      | Bianca di Castiglia             |                                    |  |  |       |  |  | Luigi IX di Francia |  |  |                       |  |
| Filippo III di Francia |                      |                                 |                                    |  |  |       |  |  | Luigi IX di Francia |  |  |                       |  |
|                        |                      | Margherita di Provenza          | Raimondo Berengario IV di Provenza |  |  |       |  |  |                     |  |  |                       |  |
|                        |                      | Margherita di Provenza          | Raimondo Berengario IV di Provenza |  |  |       |  |  |                     |  |  |                       |  |
|                        |                      | Margherita di Provenza          | Beatrice di Savoia                 |  |  |       |  |  |                     |  |  |                       |  |
| Filippo IV di Francia  |                      | Margherita di Provenza          |                                    |  |  |       |  |  |                     |  |  |                       |  |
|                        |                      | Giacomo I d'Aragona             | Pietro II di Aragona               |  |  |       |  |  |                     |  |  |                       |  |
|                        |                      | Giacomo I d'Aragona             | Pietro II di Aragona               |  |  |       |  |  |                     |  |  |                       |  |
|                        |                      | Giacomo I d'Aragona             | Maria di Montpellier               |  |  |       |  |  |                     |  |  |                       |  |
| Isabella d'Aragona     |                      | Giacomo I d'Aragona             |                                    |  |  |       |  |  |                     |  |  |                       |  |
|                        |                      | Iolanda d'Ungheria              | Andrea II d'Ungheria               |  |  |       |  |  |                     |  |  |                       |  |
|                        |                      | Iolanda d'Ungheria              | Andrea II d'Ungheria               |  |  |       |  |  |                     |  |  |                       |  |
|                        |                      | Iolanda d'Ungheria              | Iolanda di Courtenay               |  |  |       |  |  |                     |  |  |                       |  |
| Filippo V di Francia   |                      | Iolanda d'Ungheria              |                                    |  |  |       |  |  |                     |  |  |                       |  |
|                        | Tebaldo I di Navarra | Tebaldo III di Champagne        |                                    |  |  |       |  |  |                     |  |  |                       |  |
|                        | Tebaldo I di Navarra | Tebaldo III di Champagne        |                                    |  |  |       |  |  |                     |  |  |                       |  |
|                        | Tebaldo I di Navarra | Bianca di Navarra               |                                    |  |  |       |  |  |                     |  |  |                       |  |
| Enrico I di Navarra    | Tebaldo I di Navarra |                                 |                                    |  |  |       |  |  |                     |  |  |                       |  |
|                        |                      | Margherita di Borbone-Dampierre | Arcimbaldo VIII di Borbone         |  |  |       |  |  |                     |  |  |                       |  |
|                        |                      | Margherita di Borbone-Dampierre | Arcimbaldo VIII di Borbone         |  |  |       |  |  |                     |  |  |                       |  |
|                        |                      | Margherita di Borbone-Dampierre | Guigone de Forez                   |  |  |       |  |  |                     |  |  |                       |  |
| Giovanna I di Navarra  |                      | Margherita di Borbone-Dampierre |                                    |  |  |       |  |  |                     |  |  |                       |  |
|                        |                      | Roberto I d'Artois              | Luigi VIII di Francia              |  |  |       |  |  |                     |  |  |                       |  |
|                        |                      | Roberto I d'Artois              | Luigi VIII di Francia              |  |  |       |  |  |                     |  |  |                       |  |
|                        |                      | Roberto I d'Artois              | Bianca di Castiglia                |  |  |       |  |  |                     |  |  |                       |  |
| Bianca d'Artois        |                      | Roberto I d'Artois              |                                    |  |  |       |  |  |                     |  |  |                       |  |
|                        |                      | Matilde di Brabante             | Enrico II di Brabante              |  |  |       |  |  |                     |  |  |                       |  |
|                        |                      | Matilde di Brabante             | Enrico II di Brabante              |  |  |       |  |  |                     |  |  |                       |  |
|                        |                      | Matilde di Brabante             | Maria di Svevia                    |  |  |       |  |  |                     |  |  |                       |  |
|                        |                      | Matilde di Brabante             |                                    |  |  |       |  |  |                     |  |  |                       |  |